# Blennidus franzanus
Blennidus franzanus là một loài bọ chân chạy thuộc phân họ Pterostichinae. Loài này được Straneo mô tả năm 1972.